# Niels Henrik Nielsen
Niels Henrik Nielsen (Kopenhagen, 21 juli 1935 - 16 oktober 2023) was een Deens organist.

## Levensloop
Nielsen was de zoon van schoenhandelaar Charles William Nielsen en Sofie Pedersen. Hij trouwde in 1962 met Randi N. (geboren in Odense).
Nadat hij in 1954 gediplomeerd organist was geworden, gaf hij een eerste concert in 1955. Hij studeerde verder in Wenen bij Anton Heiller (1923-1979) (orgel) en Gottfried Freiberg (hoorn). Van 1956 tot 1961 was hij vooral hoornblazer maar tevens assistent organist in de Garrisonskerk (1956-59) in Kopenhagen. Hij ging nog verder studeren in Parijs bij Gaston Litaize (orgel) en Robert Blot (dirigeren) in 1959-60 en opnieuw bij Litaize in 1962-'63.
Hij was assistent organist van de kathedraal van Kopenhagen van 1960 tot 1965 en repetitor bij de Koninklijke Opera (1961-1965). Hij was orgelleraar in Emdrupborg (1965-68) en organist van de Christianskerk (1965-'72). Vanaf 1966 was hij docent kerkmuziek aan het Nordjysk Muziekconservatorium, waar hij voorzitter werd van de vakgroep kerkelijke muziek. Hij werd organist van de kathedraal in Kopenhagen in 1972 en vaste begeleider van het Deense Radiokoor.
Nielsen won de Eerste prijs in het eerste internationaal orgelconcours dat in Brugge werd gehouden in het kader van het pas opgerichte Festival Musica Antiqua in deze stad, binnen het geheel van het Festival van Vlaanderen.
In 1969 kreeg hij ook nog een Deense kunstprijs en in 1971 de Professor Ove Christensensprijs.
Hij doorliep ook een internationale concertencarrière en trad onder meer als solist op voor de Deense, Zweedse en Franse radio.

## Discografie
Er bestaan verschillende opnamen van Nielsen aan het orgel.
Een voorbeeld uit 1997 is de Missa Brevis van Zoltán Kodály met Maria Streijffert (alt), Lars Pedersen (tenor), Micheal W. Hansen (bas), Niels Henrik Nielsen (orgel), het Koor van de Deense Radio, met Stephan Parkman als dirigent.